# بو أوفرتون
بو أوفرتون (بالإنجليزية: Bo Overton)‏ مواليد 9 يوليو 1960 في أدا، هو مدرب كرة سلة أمريكي ولاعب سابق. بدأ مسيرته الاحترافية في سنة 1984. تم اختياره من قبل فريق فينيكس صنز خلال الدرافت. اعتزل اللعب في 1985.

## إحصائيات المسيرة
| الفريق      | السنة   | G  | W  | L  | W–L% | النهاية | PG | PW | PL | PW–L% | النتيجة |
| ----------- | ------- | -- | -- | -- | ---- | ------- | -- | -- | -- | ----- | ------- |
| شيكاغو سكاي | 2007    | 34 | 14 | 20 | .412 | 6       | —  | —  | —  | —     | —       |
| المسيرة     | المسيرة | 34 | 14 | 20 | .412 |         | —  | —  | —  | —     |         |

## روابط خارجية
- بو أوفرتون على موقع كلية كرة السلة في سبورتس رفرنس.كوم (الإنجليزية)
- بو أوفرتون على موقع ريلجم (الإنجليزية)
- بو أوفرتون على موقع سبورتس رفرنس (الإنجليزية)